# Mats Leijon
Mats Åke Sigurd Leijon, före 1985 Andersson, född 26 juni 1958 i Karlskrona, Blekinge, är en professor i elektricitetslära vid Uppsala universitet och en känd uppfinnare. Han har tidigare varit forskningschef vid ABB.

## Biografi
Mats Leijon läste till civilingenjör vid Chalmers tekniska högskola. Studierna i Elektroteknik gick ovanligt fort då han tog en full civilingenjörsexamen på mindre än tre år. 1984 erhöll han därför John Ericsson-medaljen. Efter detta studerade han vidare som doktorand vid institutionen för högspänningsteknik.
1985 bytte han efternamn från Andersson till Leijon, vilket var hans mors flicknamn. Direkt efter disputationen började Leijon att arbeta vid ABB i Västerås. Under sin tid där utvecklade han bland annat mätteknik för diagnostik och övervakning av isolationssystem och hela elkraftapparater. Dessutom uppfann och utvecklade han produkter inom kraftgenerering Powerformer, Dryformer, Windformer och Motorformer.
År 2000 fick han tjänsten som ämnesprofessor i elektricitetslära vid Uppsala universitet. Vid sin tid vid Uppsala universitet har han givit upphov till flera tekniska lösningar för att utvinna energi från förnybara källor, såsom vågor, vindar och strömmande vatten. Förutom ett antal världspatent inom dessa områden har Leijon även patent inom elektrisk fordonsdrift och elektriska system.
Forskningen vid universitetet har lett till att ett flertal företag bildats och gjort Leijon till serieentreprenör och han har startat ett bolag för respektive teknisk lösning, Seabased AB (vågkraft), Vertical Wind AB (vertikal vindkraft), Current Power AB (strömkraft) och Electric Line AB. Dessutom har han tillsammans med kollegor på Avdelningen för elektricitetslära startat ett holdingbolag, Energy Potential AB. Som tydligt märks i Leijons forskning är han en stark förespråkare av elektricitetslära och hävdar att detta område är det som Sverige ska satsa mest på inom FOU. Leijon menar att kan vi inte framställa ordentligt med elkraft i Sverige spelar det ingen roll hur mycket pengar som läggs på annan forskning då bristen på el kommer begränsa all annan forskning.

## Utmärkelser
Förutom belöningen av John Ericsson-medaljen är Leijon invald i Kungliga Ingenjörsvetenskapsakademien, WEC med flera. Han har även belönats med ett antal priser för sina insatser; KTH:s stora pris, Gustaf Dalénmedaljen, pris från Finska Vetenskapsakademien, Walter Ahlströmspriset, Polhemspriset (2001), Stora energipriset med flera.[källa behövs]